# Colin Blakemore

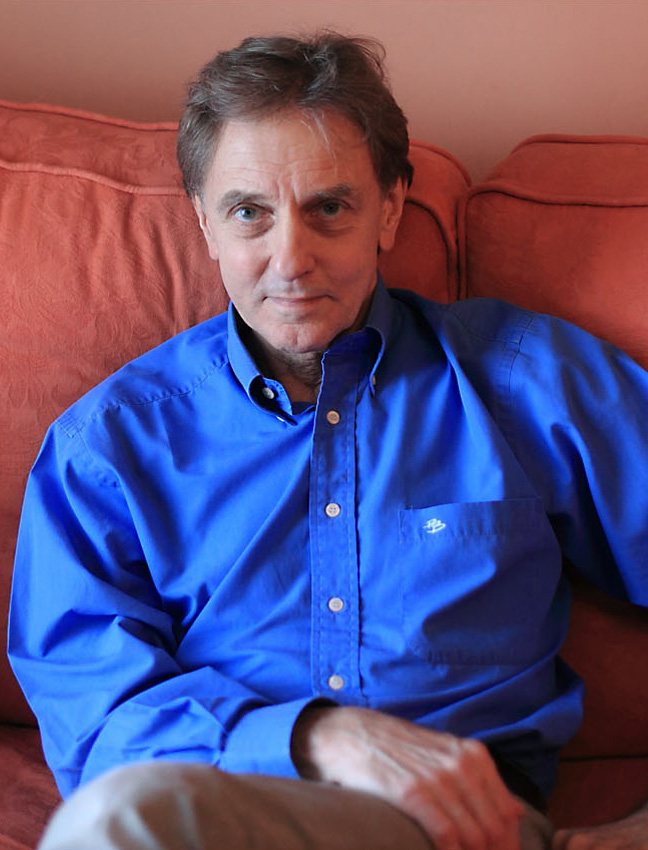
Colin Blakemore (2012)

Sir Colin Blakemore (* 1. Juni 1944 in Stratford-upon-Avon; † 27. Juni 2022 in Oxford) war ein britischer Neurowissenschaftler.

## Werdegang
Blakemore studierte medizinische Wissenschaften in Cambridge und wurde an der University of California, Berkeley, promoviert. Er lehrte am Physiological Laboratory und Downing College in Cambridge und ab 1979 an der Universität Oxford, wo er bis 2007 Waynflete Professor für Physiologie und Professoral Fellow am Magdalen College war. 1990 bis 1996 war er Direktor des McDonnell-Pew Centre for Cognitive Neuroscience und 1996 bis 2003 des Oxford Centre for Cognitive Neuroscience. 2003 bis 2007 war er Chief Executive des Medical Research Council (MRC) von Großbritannien. Ab 2007 war er wieder bis 2012 Professor für Neurowissenschaft in Oxford und Fellow des Magdalen College. 2012 wurde er Professor für Neurowissenschaften und Philosophie an der Universität London (School of Advanced Study) und Leiter des Centre for the Study of the Senses.
Er forschte über die frühe Entwicklung des Gehirns von Embryonen und war wesentlich daran beteiligt, Erkenntnisse über die Plastizität des Gehirns zu festigen. Insbesondere forschte er über visuelle Wahrnehmung. Er wies nach, dass viele Fähigkeiten der visuellen Wahrnehmung wie das Erkennen von Linien und komplexen Szenen erlernt werden und von der Umgebung abhängen, in denen Tiere aufwachsen. Beispielsweise ließ er mit Grahame Cooper junge Katzen in den ersten Monaten in Zylindern mit nur vertikalen bzw. horizontalen Streifen aufwachsen. Sie konnten auch später nur vertikale bzw. horizontale Streifen erkennen. Ähnliche Experimente führten damals auch die Nobelpreisträger David Hubel und Torsten Wiesel aus.
Blakemore war ab 1992 Fellow der Royal Society. 1995 wurde er zum ordentlichen Mitglied der Academia Europaea gewählt. 2012 erhielt er den Ralph-W.-Gerard-Preis, 2010 die Ferrier Medal und 1990 den Michael-Faraday-Preis. 2014 wurde er als Knight Bachelor geadelt. Das war elf Jahre, nachdem ihm die eigentlich obligatorische Nobilitierung als Direktor des MRC verweigert worden war, was, wie er später erfuhr, daran lag, dass er sich prominent für Tierversuche eingesetzt hatte.

## Schriften (Auswahl)
- mit H. B. Barlow, J. D. Pettigrew: The neural mechanism of binocular depth discrimination, Journal of Physiology, Band 193, 1967, S. 327–342
- mit P. Sutton: Size adaptation: A new aftereffect, Science, Band 166, 1969, S. 245–247
- mit F. W. Campbell: On the existence of neurones in the human visual system selectively sensitive to the orientation and size of retinal images, Journal of Physiology, Band 203, 1969, S. 237–260
- mit G. F. Cooper: Development of the brain depends on the visual environment, Nature, Band 228, 1970, S. 477
- mit R. H. S. Carpenter, M. A. Georgeson: Lateral inhibition between orientation detectors in the human visual system, Nature, Band 228, 1970, S. 37
- mit R. C. van Sluyters: Reversal of the physiological effects of monocular deprivation in kittens: further evidence for a sensitive period, Journal of Physiology, Band 237, 1974, S. 195–216
- mit E. A. Tobin: Lateral inhibition between orientation detectors in the cat’s visual cortex, Experimental Brain Research, Band 15, 1972, S. 439–440
- Mechanics of the Mind, Cambridge UP 1977 (BBC Reith Lectures)
- mit D. G. Pelli: The quantum efficiency of vision, in: Vision:Coding and Efficiency, 1990, S. 3–24
- mit J. W. Scannell, M. P. Young: Analysis of connectivity in the cat cerebral cortex, Journal of Neuroscience, Band 15, 1995, S. 1463–1483
- mit Z. Molnar: How do thalamic axons find their way to the cortex?, Trends in Neuroscience, Band 18, 1995, S. 389–397
- mit A. van Dellen u. a.: Delaying the onset of Huntington’s in mice, Nature, Band 404, 2000, S. 721
- mit D. Nutt, L. A. King, W. Saulsbury: Development of a rational scale to assess the harm of drugs of potential misuse, The Lancet, Band 369, 2007, S. 1047–1053
- mit I. Bystron, P. Rakic: Development of the human cerebral cortex: Boulder Committee revisited, Nature Reviews Neuroscience, Band 9, 2008, S. 110